# Le Châtellier (Orne)
Le Châtellier é uma comuna francesa na região administrativa da Normandia, no departamento Orne. Estende-se por uma área de 8,12 km². Em 2010 a comuna tinha 417 habitantes (densidade: 51,4 hab./km²).